# آشپزی یادداشت به یادداشت
آشپزی یادداشت به یادداشت سبکی از آشپزی بر مبنای آشپزی مولکولی است که توسط هروه تیس ایجاد شده است. غذا با استفاده از ترکیبات شیمیایی که جایگزین بافت‌های حیوانی یا گیاهی شده، درست می‌شوند. این بدان معناست که آشپزی مانند «نقاشی است که از رنگ‌های اصلی استفاده می‌کند، یا موسیقی‌دانی که موسیقی الکتروآکوستیک، موج به موج، با استفاده از رایانه می‌سازد».

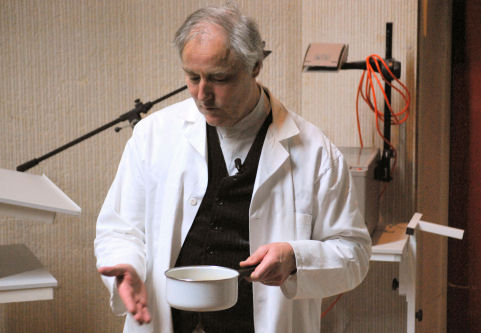
آشپزی یادداشت به یادداشت توسط هروه تیس خلق شد